# Препариране
 За филма вижте Таксидермия (филм).  
Препарирането на животни е техника, при която тяхната кожа се обработва и монтира върху изкуствен скелет. Могат да се препарират всякакви гръбначни животни – бозайници, птици, риби, влечуги и земноводни. Основното ѝ приложение е за изработване на ловни и риболовни трофеи, както и на експонати за музеите.